# Ascensore spaziale lunare
L'ascensore spaziale lunare (chiamato anche moonstalk) è una idea simile a quella del più famoso ascensore spaziale (un cavo sospeso sopra la Terra, con il suo centro di gravità in orbita geostazionaria). Invece questo sarebbe costruito con il suo centro di gravità in una posizione stazionaria sopra la superficie della Luna, fornendo un metodo controllabile di trasportare persone e cose tra la superficie e l'orbita lunare.
Un ascensore lunare potrebbe ridurre considerevolmente i costi per far atterrare confortevolmente e affidabilmente dell'equipaggiamento sulla superficie della Luna. Per esempio, permette l'utilizzo di motori a bassa spinta ed elevato impulso efficienti a livello di massa del propellente come i propulsori ionici che non potrebbero altrimenti atterrare sulla Luna. Dato che il cavo avrebbe un punto dotato di microgravità, questi ed altri motori potrebbero raggiungere l'elevatore da una LEO (orbita bassa terrestre) con una "minima" quantità di carburante lanciato dalla Terra. Con dei missili convenzionali, il carburante necessario per raggiungere la Luna da una LEO è molte volte la massa che atterra, quindi l'Elevatore può tagliare i costi in proporzione.

## Posizione
Ci sono due punti sincroni con la superficie lunare dove potrebbe essere posizionato l'ascensore che sono stabili: i punti di Lagrange L1 e L2. L1 dal lato rivolto verso la Terra della Luna si trova a 56.000 km dalla superficie, e L2 sul lato nascosto si trova a 67.000 km di altezza. In questi punti, la forza di gravità e quella centrifuga sono in equilibrio, e fino a che il sistema rimane bilanciato, rimarrà stazionario.
Entrambi questi punti sono sostanzialmente più lontani dalla superficie lunare dei 36.000 km che ci sono dalla Terra all'orbita geostazionaria. Inoltre, la parte del sistema composta dal cavo che si estende in basso verso la Luna dovrebbe essere bilanciata dal cavo che si estende al di sopra del punto di equilibrio, e la lenta rotazione della Luna implica che l'estremità superiore del cavo dovrebbe trovarsi ad una distanza molto maggiore dell'estremità del cavo nel sistema dell'Ascensore terrestre. Per sospendere un kilogrammo di cavo o di carico appena sopra la superficie della Luna richiederebbe 1.000 kg di contrappeso, 26.000 km oltre L1. (Un contrappeso minore su un cavo più lungo, e.g. 100 kg ad una distanza di 230.000 km; – oltre metà della distanza tra la Terra e la Luna – avrebbe lo stesso effetto di bilanciamento.) Senza la gravità terrestre ad attrarlo, un cavo ancorato a L2 richiederebbe 1000 kg di contrappeso ad una distanza di 120.000 km dalla Luna.

## Costruzione
A causa della bassa gravità lunare e della mancanza di atmosfera, un ascensore lunare avrebbe requisiti di resistenza alla trazione meno stringenti rispetto al materiale richiesto per costruire un cavo collegato alla Terra. Un ascensore basato sulla Terra richiederebbe dei materiali con una resistenza alla trazione vicino ai limiti teorici dei nanotubi di carbonio, la dove un Ascensore Lunare potrebbe essere costruito usando materiali ad alta resistenza già commercialmente disponibili come Kevlar e Spectra.
Rispetto alla Terra, ci sarebbero meno restrizioni geografiche e nessuna politica sulla posizione in cui il cavo potrebbe toccare il suolo lunare.  A causa della gravità più debole, il punto di contatto di un ascensore lunare non dovrebbe essere direttamente sotto il suo centro di gravità, e potrebbe anche essere vicino ai poli, dove si ritiene potrebbe trovarsi dell'acqua congelata in crateri profondi che non hanno mai visto la luce del Sole; se così fosse, questa potrebbe essere raccolta ed utilizzata.
Jerome Pearson ha proposto il progetto di un cavo che utilizzi la fibra M5 che peserebbe solo 6.800 kg (senza includere gli arrampicatori e il resto dell'equipaggiomento necessario) che sarebbe capace di sollevare o depositare 200 kg sulla superficie lunare; un simile Ascensore potrebbe essere lanciato sulla Luna con un singolo lancio utilizzando i lanciatori più grandi in esistenza già progettati. Questo sarebbe un cavo minimalista, il progetto prevede che il cavo venga rinforzato e ingrandito con il tempo usando materiali estratti dalla superficie lunare.